# Daudi Okelo
Daudi Okelo (asi 1901, Ogom-Payira – 18. října 1918, Paimol) byl ugandský římskokatolický laik, sloužící jako katecheta, zabitý spolu se svým asistentem Jildem Irwou pro svoji víru. Katolická církev jej uctívá jako blahoslaveného mučedníka.

## Život
Narodil se kolem roku 1901 ve vesnici Ogom-Payira v distriktu Kitgum v Ugandě. Jeho rodiči byli Lodi a Amona. Patřil k etniku Acholi.
V roce 1915 vznikla v oblasti mise komboniánů a jeden z nich, otec Cesare Gambaretto, jej 6. června 1916 pokřtil poté, co absolvoval výuku katechismu. Téhož dne přijal i své první svaté přijímání. Přijal křestní jméno Daudi. Jeho křestním kmotrem byl Firmino Mugenyi z Masindi. Dne 15. října 1916 přijal svátost biřmování.
Poté, co na počátku roku 1917 zemřel katecheta ve vesnici Paimol v distriktu Agago, rozhodl se, že jej nahradí i přes to, že si byl vědom nebezpečí tohoto poslání, kdy zde byly časté ozbrojené konflikty a v některých skupinách panovaly protikřesťanské nálady. Absolvoval přípravný kurz a spolu s Jildem Irwou, který se nabídl, že mu bude pomáhat jako jeho asistent zahájil v Paimolu svoji činnost. Jeho výuka katechismu a modliteb byla doprovázena zpěvem, podle místních zvyklostí.
Den začínal boucháním na buben, aby vyzval k ranní modlitbě, po níž následovala modlitba růžence. Během dne cestoval po okolních vesnicích, aby navštívil katechumeny a formoval je ve víře. Večer, při západu slunce, svolal ostatní na společnou modlitbu a zpívání náboženských písní. V neděli vedl dlouhou nedělní modlitbu za přítomnosti katechumenů a již pokřtěných z oblasti. Konfliktů z politických nebo jiných důvodů, které zde často probíhaly se nikdy neúčastnil.
Nepokoje v regionu byly časté kvůli četným lupičům a různým skupinám, nepřátelským k novému náboženství, které pomáhal rozšiřovat. Dne 18. října 1918 vtrhlo pět mužů do vesnice Paimol a zamířilo k chatě, kterou obýval spolu s Jildem Irwou, s úmyslem je zabít. Poté, co odmítl přestat pokračovat ve výuce katechizmu jej vyvlekli ven z chaty, shodili na zem a probodli kopím. Bylo mu mezi čtrnácti a šestnácti lety. Jeho společníka Jildu Irwaho také usmrtili.

## Úcta
Beatifikační proces jeho a jeho společníka započal dne 7. února 1998, čímž obdrželi titul služebníci Boží. Dne 23. dubna 2002 podepsal papež sv. Jan Pavel II. dekret o jejich mučednictví.
Blahořečeni pak byli společně dne 20. října 2002 na Svatopetrském náměstí papežem sv. Janem Pavlem II.
Jeho památka je připomínána 18. října.